# Pedro Sala
Pedro "Perico" Sala López (27 de febrero de 1977) es un exjugador de baloncesto profesional español.

## Biografía
Con una altura de 1,75 centímetros ocupa la posición de base y la mayor parte de su carrera deportiva ha transcurrido en distintos equipos de categoría LEB en los que se ha destacado por ser uno de los mejores pasadores de la competición, como lo demuestra el hecho de que desde la temporada 2005/06 hasta la 2008/09 ha estado siempre entre los 5 máximos asistentes de la misma.
Tras destacar en la liga LEB de la mano del CB Plasencia en la temporada 2003/04 en la que firmó unos números de 9,4 puntos y 2,7 asistencias por partido, en el verano de 2004 ficha por el CB Murcia, club en el que en la temporada 2005/06 es pieza fundamental en la consecución del ascenso a la liga ACB promediando 6,5 puntos y 4,1 asistencias por choque.
Tras jugar en la temporada 2006/07 en las filas del Palma Aqua Mágica donde dejó unos números de 8,2 puntos y 4,3 asistencias, inicia la 2007/08 como integrante de la plantilla del Bruesa GBC, club que abandonó a mitad de temporada para fichar por el UB La Palma donde llegó al final de la temporada con más de 4 asistencias por partido.
En la temporada 2009/10 ficha por el Cáceres 2016 Basket de LEB Oro, en el que pese a que empieza como primer base, con la llegada de Carlos Cherry, va adquiriendo un rol más secundario. Finaliza la temporada con unos números de 4,1 puntos, 1,4 rebotes, y 1,6 asistencias en 37 partidos disputados.

## Trayectoria deportiva
- Categorías inferiores: CB Estudiantes.
- 1996/97. CB La Salle Mahón
- 1997/98. EBA. Balneario de Archena.
- 1998/99. EBA. Real Madrid.
- 1999/00. LEB. Cajasur Córdoba
- 2000/01. EBA. Balneario de Archena.
- 2001/02. LEB 2. UB La Palma.
- 2002/03. LEB 2. Rayet Guadalajara.
- 2003/04. LEB. Plasencia Galco.
- 2004/05. EBA. Polaris World Murcia.
- 2005/06. LEB. Polaris World Murcia.
- 2006/07. LEB. Palma Aqua Mágica.
- 2007/08. LEB Oro. Bruesa GBC.
- 2007/09. LEB Oro. UB La Palma.
- 2009/10. LEB Oro. Cáceres 2016 Basket.